# Prioria
Genre
Classification phylogénétique
Synonymes
- Eriander H.J.P.Winkl[2]
- Gossweilerodendron Harms[3]
- Kingiodendron Harms[4]
- Oxystigma Harms[5],[6]
- Pterygopodium Harms[7]

Prioria est un genre de plantes à fleurs dicotylédones de la famille des Fabaceae, sous-famille des Caesalpinioideae, originaire des régions tropicales d'Afrique et d'Amérique, qui comprend une douzaine d'espèces acceptées.

## Étymologie
Le nom générique, « Prioria », est un hommage à Richard Chandler Alexander Prior (1809-1902), botaniste, médecin et collecteur de plantes britannique

## Liste d'espèces
Selon The Plant List (19 novembre 2018) :
- Prioria balsaminfera (Vermoesen) Breteler
- Prioria buchholzii (Harms) Breteler
- Prioria copaifera Griseb.
- Prioria gilbertii (J. Léonard) Breteler
- Prioria joveri (Normand ex Aubrév.) Breteler
- Prioria mannii (Baill.) Breteler
- Prioria micrantha (B.L. Burtt) Breteler
- Prioria msoo (Harms) Breteler
- Prioria novoguineensis (Verdc.) Breteler
- Prioria oxyphylla (Harms) Breteler
- Prioria pinnata (Roxb. ex DC.) Breteler
- Prioria platycarpa (B.L. Burtt) Breteler
- Prioria tenuicarpa (Verdc.) Breteler

Selon Plants of the World online (POWO) (18 février 2025), le genre comprend les 15 espèce suivantes :
- Prioria alternifolia (Elmer) Breteler
- Prioria balsamifera (Vermoesen) Breteler
- Prioria buchholzii (Harms) Breteler
- Prioria copaifera Griseb.
- Prioria gilbertii (J.Léonard) Breteler
- Prioria joveri (Normand ex Aubrév.) Breteler
- Prioria mannii (Baill.) Breteler
- Prioria micrantha (B.L.Burtt) Breteler
- Prioria msoo (Harms) Breteler
- Prioria novoguineensis (Verdc.) Breteler
- Prioria oxyphylla (Harms) Breteler
- Prioria peninsulae Aguilar, D.Santam. & Flores-Vindas
- Prioria pinnata (Roxb. ex DC.) Breteler
- Prioria platycarpa (B.L.Burtt) Breteler
- Prioria tenuicarpa (Verdc.) Breteler